# Air Albania Stadium
L'Arena Kombëtare (en français : « Stade national ») ou Air Albania Stadium est le stade de la Fédération albanaise de football, situé à Tirana en Albanie. Il accueille les rencontres à domicile de l'équipe d'Albanie de football.
Il dispose d'une capacité de 22 500 spectateurs pour les matchs internationaux, et de 30 000 places en configuration de spectacle. Il est le plus grand stade d'Albanie. Il se trouve sur le terrain de l'ancien Stade Qemal-Stafa, démoli en juin 2016. 
Il est inauguré le 17 novembre 2019, lors d’un match comptant pour les éliminatoires de l'Euro 2020 entre l’Albanie et l'équipe de France (0-2). Le milieu de terrain français Corentin Tolisso est le premier buteur de l’histoire du stade.

## Localisation
Le stade est situé dans le centre-ville de la capitale Tirana. Plus précisément sur la place Italia, qui se trouve elle-même à côté de l'une des deux places principales de la ville, la place Mère Teresa, du nom de Mère Teresa, d'origine albanaise de Calcutta. Les deux places sont situées à l'extrémité sud du boulevard Dëshmorët e Kombit, qui de ce côté est confiné au bâtiment de l'Université de Tirana et au Grand Parc de la ville[réf. souhaitée]. 
Toute la zone, y compris l'ancien stade Qemal Stafa, a été construite durant la période du Royaume d'Albanie et pendant l'occupation italienne. Ce quartier a été conçu par les architectes et urbanistes Gherardo Bosio, Armando Brasini et Florestano Di Fausto. Le stade est entouré d'autres bâtiments publics tels que l'Université de Tirana, le Palais des Congrès, le Musée archéologique, l'Université des Arts, le palais présidentiel, etc.

## Historique

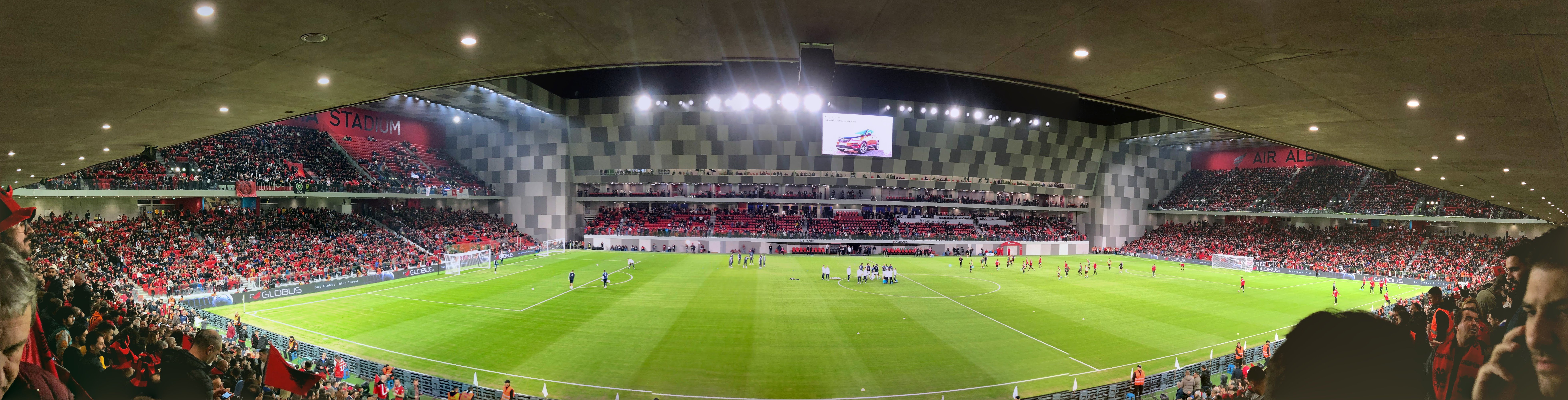
Vue panoramique du stade Air Albania, officiellement inaugurée le 17 novembre 2019, jour de match contre l'équipe de France de Football

### Planification et divers projets
Durant près de 60 ans après sa construction, le stade Qemal Stafa a été le principal stade en Albanie, le domicile de l'équipe nationale albanaise, ainsi que le siège de plusieurs compétitions sportives et d'autres événements. Après sa dégradation au fil des ans, la Fédération albanaise de football (FSHF) et le gouvernement albanais ont commencé à discuter, à partir de 2010, de la possibilité de rénover les installations ou, si ce n'était pas possible, de construire un nouveau stade au même endroit. Le gouvernement et la FSHF sont parvenus à un accord pour créer une coentreprise qui gérerait les appels d'offres, la construction puis la gestion du nouveau stade, à condition que la destination de l'installation sportive ne soit pas modifiée. Ainsi, le 26 mars 2011, a été créée la Qëndra Sportive Kuq e Zi Sh.A avec 70 % des actions appartenant à la FSHF et 25 % au gouvernement albanais par le biais du ministère des Sports,. 
Le 19 octobre 2010, le Premier ministre albanais Sali Berisha, après une réunion avec le président de l'UEFA Michel Platini, a déclaré que le gouvernement envisageait sérieusement la construction d'un nouveau stade. Peu de temps après, lors d'une réunion du Conseil des ministres le 2 février 2011, il a été décidé que pour le 100e anniversaire de l'indépendance de l'Albanie, qui aura lieu en 2012, un nouveau stade national serait construit à Tirana. Fenwick Iribarren Architects a été chargé de concevoir le nouveau stade. Le projet prévoyait la construction d'un stade de 33 000 places assises avec une façade extérieure représentant les frontières de l'État albanais et les couleurs de son drapeau. Mais il n'a jamais poursuivi la mise en œuvre du projet, le jugeant trop coûteux pour le budget de l'État, qui couvrirait la plupart des coûts de construction[réf. souhaitée].
En novembre 2013, le président de la fédération albanaise de football, Armand Duka, a déclaré que l'UEFA n'autoriserait plus les compétitions européennes telles que la Ligue des champions, la Ligue Europa et d'autres ligues internationales au Qemal Stafa Stadium ou dans tout autre stade en Albanie, car aucun d'entre eux ne répond pas aux normes de l'UEFA. Par conséquent, l'équipe nationale albanaise et les équipes albanaises de Superliga participant à des compétitions internationales risquaient de jouer leurs matchs à l'étranger. Peu de temps après, la FSHF, en coopération avec le nouveau gouvernement élu, a pris des mesures pour financer la reconstruction du stade Elbasan Arena afin d'éviter les sanctions de l'UEFA, donnant ainsi du temps pour la construction d'un nouveau stade national à Tirana.
Des efforts ont été faits à nouveau en 2015, mais cette fois en essayant de nouvelles formes de financement sans alourdir le budget de l'État. La société italienne Serenissima Costruzioni en collaboration avec MANICA Architecture et Progetto CMR en tant que designer, a présenté son projet pour le stade. Le projet prévoyait le transfert de propriété de tous les espaces non sportifs et commerciaux en faveur de la société, ainsi que la construction d'une tour sur un côté du stade qui appartiendrait également à la société. Cette tentative a également échoué lors des négociations entre le gouvernement et l'investisseur car la société a demandé au gouvernement de fournir des garanties bancaires pour les prêts qu'elle obtiendrait pendant la construction.
Le 22 mai 2016, après que le stade avait été exclu de l'UEFA en raison du non-respect des normes, le dernier match entre le FK Kukësi et le KF Laçi valable pour la finale de la Coupe d'Albanie a été joué au Qemal Stafa Stadium avant sa fermeture définitive.

### Effort final et appel d'offres
Une dernière tentative a été faite le mois suivant en rouvrant l'appel d'offres, AlbStar Sh.p.k présentant une offre concrète. Par rapport aux projets précédents, AlbStar a présenté un nouveau projet d'une capacité réduite de 22 500 places assises, qui prévoyait également une tour dans un coin de la structure du stade. Le projet a été conçu par l'architecte florentin Marco Casamonti d'Archea Associati, qui envisageait un stade rectangulaire à huit faces lié par une ligne courbe. Une telle forme de stade était associée au symbolisme de la carte de l'Albanie qui a une forme rectangulaire similaire du nord au sud avec des incisions incurvées aux extrémités nord-est, nord-ouest, sud-est et sud-ouest du pays. La façade extérieure est recouverte de panneaux métalliques noirs et rouges en les combinant avec l'utilisation de verre sur toute la façade, y compris la tour. Les panneaux métalliques ont une forme triangulaire incurvée, stylisée avec quelques formes rappelant les tapis albanais traditionnels. La tour elle-même mesure 112 mètres de haut et elle épouse la ligne courbe de la structure de ce côté. Les espaces sportifs à l'intérieur du stade se composent de trois tribunes uniformes à deux anneaux et de la tribune principale d'un niveau qui ne sert qu'aux tribunes VIP[réf. souhaitée].

### Démolition de l'ancien stade puis construction du nouveau
Le 21 avril 2016, le projet a été officiellement présenté par le président de la FSHF Armand Duka, accompagné du Premier ministre Edi Rama. Au stade de la conception et lors de sa présentation, le projet a été renommé « Arena Kombëtare » (en français : « Stade National »), devenant ainsi le nom usuel et largement utilisé tout au long de sa construction. Le coût préliminaire de la construction était initialement estimé à environ 50 millions d'euros, mais a ensuite été porté à 60 millions d'euros, et selon les commentaires des responsables de la FSHF, le coût final a dépassé 75 millions d'euros[réf. souhaitée].
Le contrat signé stipule que la plupart des coûts de construction seront assumés par l'entreprise privée elle-même, quelque 40 millions d'euros environ, et la différence de 10 millions d'euros serait couverte par le programme d'assistance HatTrick de l'UEFA. De plus, toute augmentation des coûts pendant la construction serait également supportée par l'entreprise[réf. souhaitée].
En revanche, tout autre coût pour tout ce qui concerne les espaces sportifs ou les espaces liés au jeu sera pris en charge par la fédération elle-même en coopération avec le gouvernement. La FSHF paiera l'aménagement intérieur des espaces sportifs, tels que les vestiaires, les salles de conférence, etc. Aussi pour l'herbe naturelle du terrain, tous les sièges, les projecteurs LED, ainsi qu'un grand écran également en LED à installer sur le toit de la tribune principale.
Le 9 juin 2016, la démolition du stade national Qemal Stafa a officiellement commencé. Le nouveau stade, l'Arena Kombëtare, sera construit à sa place, qui servira de nouveau domicile à l'équipe nationale de football albanaise. Le stade comptera 22 500 places, mais l'installation devrait être multifonctionnelle. Simultanément à la démolition, le démontage pierre par pierre de l'escalier monumental construit par Gherardo Bosio en 1939 est effectué, considéré comme monument de la culture et faisant partie du patrimoine culturel de la capitale. Il sera conservé puis intégré par remonté au même endroit dans le nouveau stade, où il remplira la même fonction que l'entrée principale du stade qu'il a eu depuis sa construction,. 
Initialement, il a été dit qu'au moins les zones sportives du stade seraient achevées dans les deux ans suivant le début de la construction, au risque de sanctions pour l'entreprise. Mais depuis le début des travaux, il y a eu des problèmes avec le système d'égouts de la capitale qui passait juste sous l'ancien stade, ce qui a retardé les travaux jusqu'à ce que la solution soit trouvée en coopération avec la municipalité. Ensuite, il y a eu d'autres reports qui ont finalement clôturé le stade le 10 novembre 2019, attendant pour la première fois un match test entre les équipes de football féminin de KF Vllaznia et KF Apolonia[réf. souhaitée].

### Ouverture

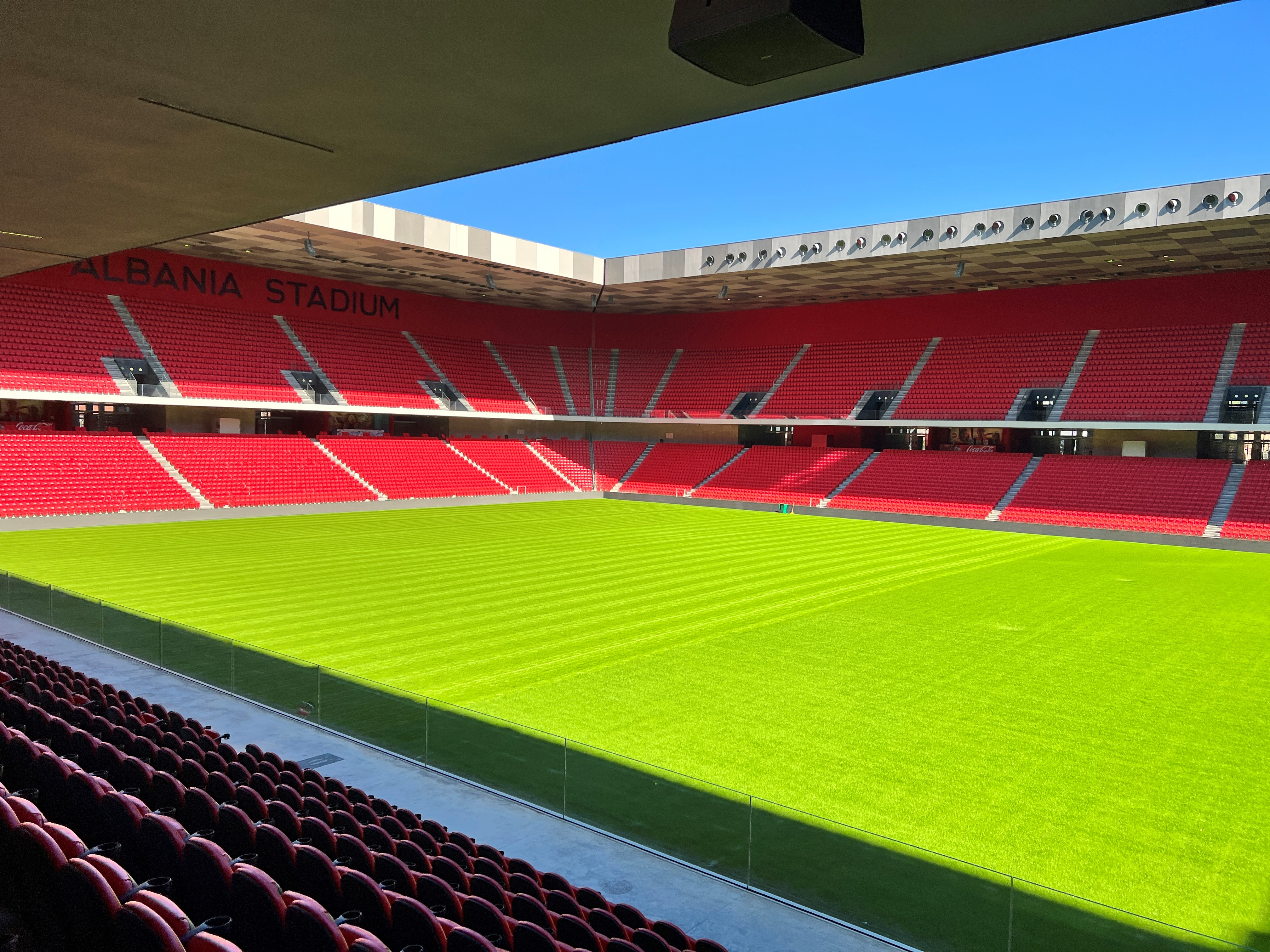
L'intérieur du stade en octobre 2022

La FSHF a initialement annoncé que le stade serait très probablement inauguré le 11 juin 2019 mais devait être testé et inspecté au préalable par les officiels de l'UEFA. Cependant, le plan de l'inauguration a été reporté en raison du retard des travaux et du terrain en cours d'installation. Le premier match test devait initialement être joué le 3 novembre, mais a été retardé d'une semaine en raison de fortes pluies. Le premier match, un match féminin opposant KF Vllaznia et KF Apollonia le 10 novembre, a réuni de nombreux fans et a été remporté par Vllaznia 2-0, le tout premier but du stade marqué par Arbiona Bajraktari.
L'Arena Kombëtare, désormais sous le nouveau nom officiel du stade Air Albania, a été officiellement inaugurée par une cérémonie le 17 novembre 2019, 1 274 jours après le dernier match dans l'ancien stade. Ce même jour a lieu un match des éliminatoires de l'Euro 2020, avec la réception des champions du monde Français le 17 novembre 2019 face à l'Albanie et se solde par une défaite albanaise (0-2). Une foule de plus de 21 000 personnes était présente[réf. souhaitée]. De nombreuses célébrités du sport, de la politique et de l'art ont été invitées à la cérémonie, parmi lesquelles le président de l'UEFA Aleksander Čeferin et le Premier ministre albanais Edi Rama.

## Évènements sportifs
- Finale de la Ligue Europa Conférence 2022[22].